# 야시카 ME 1
야시카 ME 1(Yashica ME 1)은 1977년 야시카에 의해 브라질에서 생산된 자동노출 기능이 있는 35mm 뷰파인더 카메라다. 몸체는 검은색이다.

## 사양
- 랜즈: 야시카 38mm f2.8, 46mm 필터.
- 미터링: CdS 셀
- 셔터: 코팔 자동, 미터링에 의해 셋팅, 1/60-1/360 초.
- 플래시: 핫슈
- 전원: PX76A/675A 1.5v 버튼 셀